# Sclerophylax caducifructus
Sclerophylax caducifructus är en potatisväxtart som beskrevs av Fulvio. Sclerophylax caducifructus ingår i släktet Sclerophylax och familjen potatisväxter. Inga underarter finns listade i Catalogue of Life.